# Череда промениста
Череда промениста, череда променева (Bidens radiata) — вид рослин з родини айстрових (Asteraceae), поширений у помірній Європі й Азії.

## Опис
Однорічна трав'яниста рослина 15–60(80) см заввишки. Стебло розгалужене тільки вгорі. Стебло від голого до грубошерстистого, зазвичай від жовтуватого до червонувато-коричневого забарвлення. Листки від світло-зеленого до лаймово-зеленого забарвлення, глибоко 3–5-роздільні, зрідка (у пригноблених екземплярів) нижні листки цільні; поля зубчасті. Приквіткові луски помітно перевищують сім'янки. Квіткові голови поодинокі або в щиткоподібному скупченні. Одиночна квіткова голова ≈1–2 см. Променеві квіточки відсутні; дискові квіточки жовті, трубчасті, дрібні; тичинок 5. Плоди — 4-куті блискучі, червонувато-коричневі, 3–5.5 мм довжиною сім'янки; наконечник з 2 колючими щетинками.

## Поширення
Поширений у помірній Європі й Азії.
В Україні вид зростає на краях боліт, вологих луках, берегах річок, озер — на всій території, розсіяно.

## Галерея

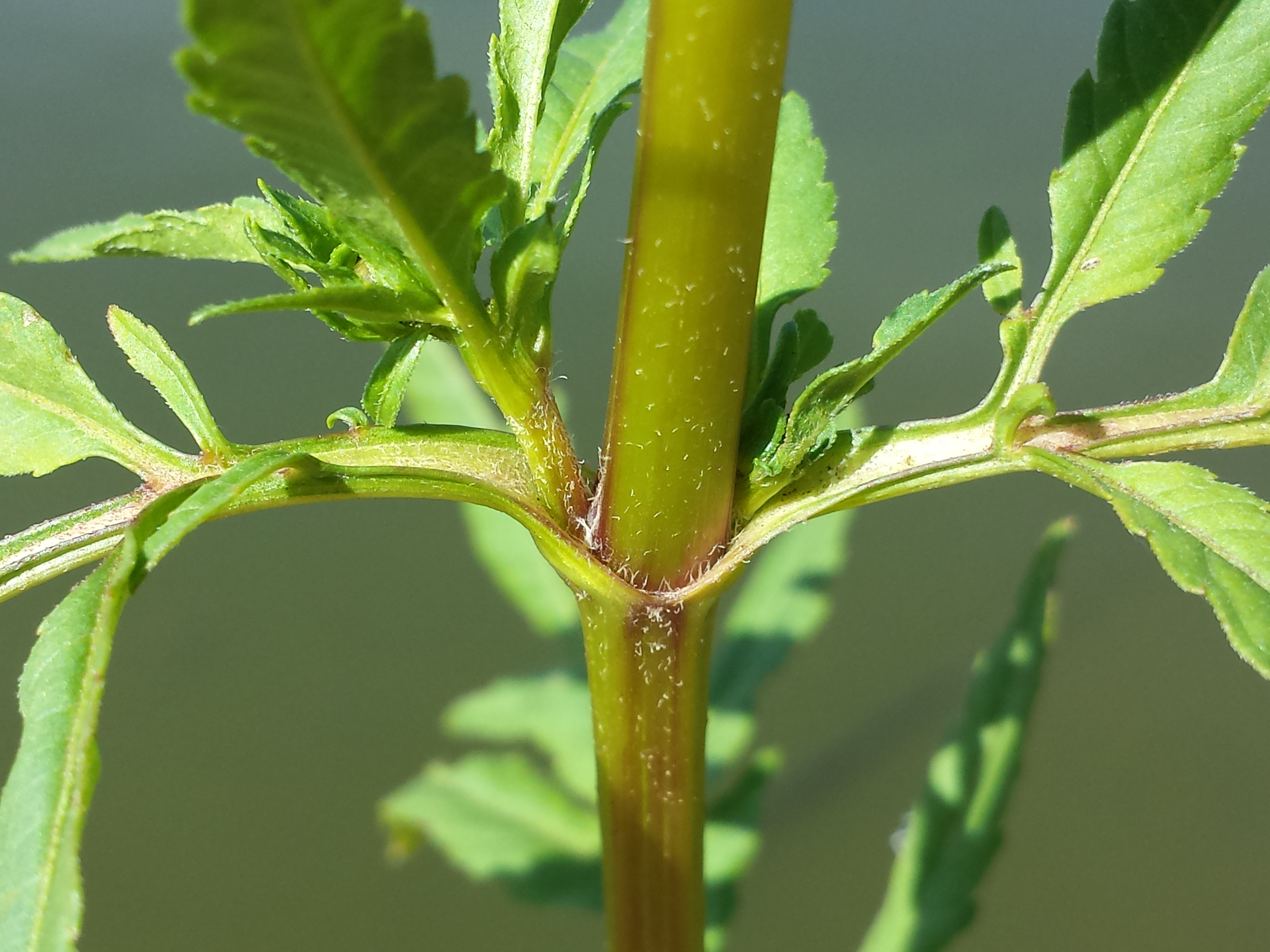
стебло
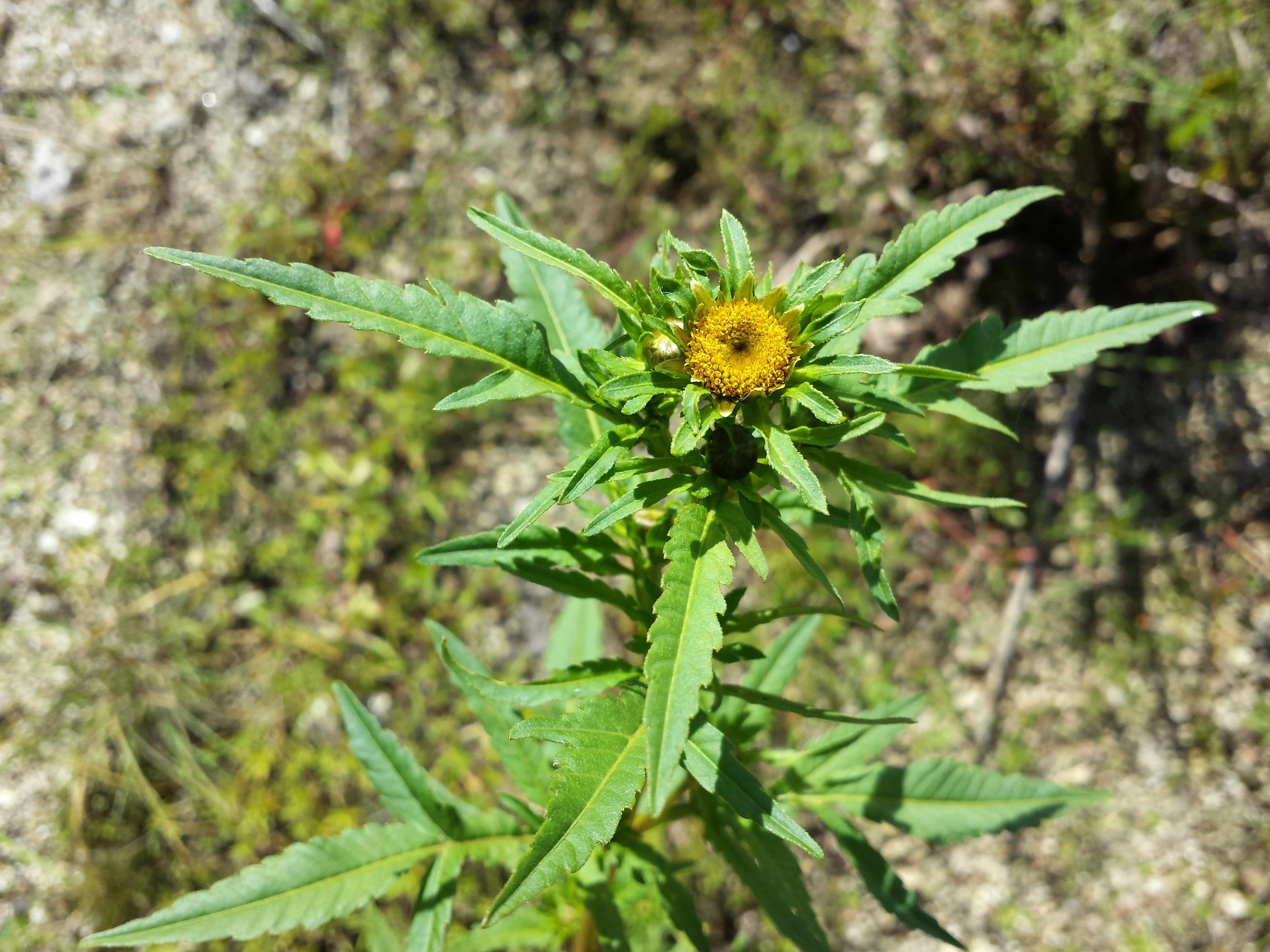
листки та суцвіття
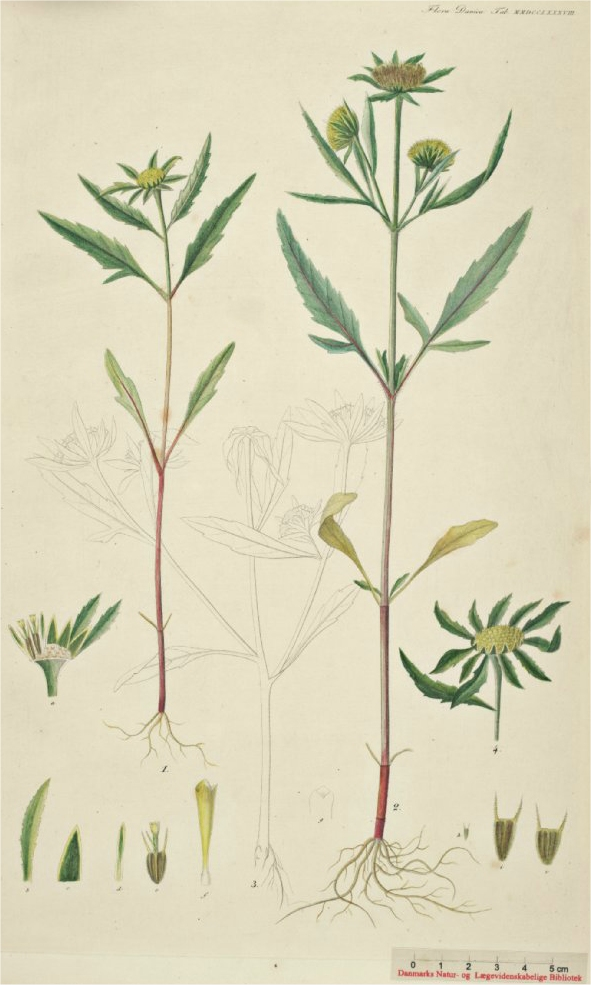
ілюстрація